# Iñaki Lafuente
Inaki Lafuente Sancha (ur. 24 lutego 1976 w Barakaldo) – hiszpański bramkarz, aktualnie grający dla Numancii.
Wcześniej grał na wypożyczeniu w Elche CF i Sestao, a także w Espanyolu Barcelona, do którego był wypożyczony w sezonie 2007/2008.